# Dưới trời truy nã
Dưới trời truy nã (tiếng Trung: 旺角的天空, tiếng Anh: Man Wanted, Hán-Việt: Vượng giác đích thiên không) là một bộ phim thuộc thể loại hành động - hình sự ra mắt lần đầu tại Hồng Kông năm 1995 do Trần Mộc Thắng làm đồng đạo diễn với Hoàng Vỹ Văn và đồng sản xuất, với sự góp mặt của các diễn viên gồm Nhậm Đạt Hoa, Vu Vinh Quang, Chung Lệ Đề, Đồng Ái Linh và La Gia Anh. Phim khởi chiếu tại Hồng Kông từ ngày 16 tháng 3 năm 1995 và thu về $7.5 triệu. 